# Episodi di Voci nella notte (terza stagione)
La terza e ultima stagione della serie televisiva Voci nella notte è stata trasmessa in anteprima negli Stati Uniti d'America dalla NBC tra il 28 settembre 1990 e il 10 maggio 1991.
| nº | Titolo originale                  | Titolo italiano | Prima TV USA      | Prima TV Italia |
| -- | --------------------------------- | --------------- | ----------------- | --------------- |
| 1  | The Class of 1980                 |                 | 28 settembre 1990 |                 |
| 2  | The Language Barrier              |                 | 5 ottobre 1990    |                 |
| 3  | Old Friends                       |                 | 12 ottobre 1990   |                 |
| 4  | Ain't Too Proud to Beg (Part 1)   |                 | 19 ottobre 1990   |                 |
| 5  | Sale Away (Part 2)                |                 | 26 ottobre 1990   |                 |
| 6  | Life Without Possibility (Part 1) |                 | 2 novembre 1990   |                 |
| 7  | Life Without Possibility (Part 2) |                 | 9 novembre 1990   |                 |
| 8  | Ryder on the Storm                |                 | 16 novembre 1990  |                 |
| 9  | Home to Roost                     |                 | 5 dicembre 1990   |                 |
| 10 | With Malice Towards One           |                 | 14 dicembre 1990  |                 |
| 11 | That's Amoré                      |                 | 4 gennaio 1991    |                 |
| 12 | Her Dirty Little Secret           |                 | 25 gennaio 1991   |                 |
| 13 | Uninvited Guests                  |                 | 1º febbraio 1991  |                 |
| 14 | Play Blotto... and Die            |                 | 8 febbraio 1991   |                 |
| 15 | Can't Say N-N-No                  |                 | 15 febbraio 1991  |                 |
| 16 | Blood Ties                        |                 | 1º marzo 1991     |                 |
| 17 | The Added Starter                 |                 | 5 aprile 1991     |                 |
| 18 | The Loneliest Number              |                 | 12 aprile 1991    |                 |
| 19 | A Cry in the Night                |                 | 19 aprile 1991    |                 |
| 20 | The Leopard                       |                 | 26 aprile 1991    |                 |
| 21 | City of Lost Souls (Part 1)       |                 | 7 maggio 1991     |                 |
| 22 | City of Lost Souls (Part 2)       |                 | 10 maggio 1991    |                 |
| 23 | City of Lost Souls (Part 3)       |                 | 10 maggio 1991    |                 |